# Minamishimabara
Minamishimabara (南島原市?, Minamishimabara-shi) è una città giapponese della prefettura di Nagasaki.
La città è stata istituita nel marzo del 2006 unendo le preesistenti Arie, Fukae, Futsu, Kazusa, Kitaarima, Kuchinotsu, Minamiarima e Nishi-Arie, tutte appartenenti al distretto di Minamitakaki che conseguentemente è stato soppresso.

## Storia
Il missionario gesuita Alessandro Valignano giunse il 25 luglio 1579 nel porto di Kuchinotsu con lo scopo di iniziare, adattandosi ai costumi locali, un'opera di evangelizzazione, nel corso della quale convinse il daimyō Arima Harunobu a farsi battezzare e a demolire vari templi buddhisti e shintoisti e fondò due seminari nelle località Kitaarima e Kazusa. Proprio da Kazusa partirono i quattro ragazzi (Itō Mancio,  Michele Chijiwa, Martino Hara e Giuliano Nakaura) che Valignano aveva scelto per partecipare col gesuita Diogo de Mesquita all'ambasciata Tenshō, una missione diplomatica di otto anni durante la quale incontrarono vari potenti del continente europeo, tra cui Filippo II di Spagna, Francesco I de' Medici, papa Gregorio XIII e papa Sisto V.
Durante il periodo Edo, la zona dove è situata questa città fu teatro della rivolta di Shimabara, un conflitto tra un gruppo di cattolici giapponesi, prevalentemente contadini, e lo shogunato Tokugawa, che durò dal 1637 al 1638 e che si concluse con l'assedio del castello di Hara, dove si erano rifugiati gli insorti.